# محمد دهش
محمد دهش الشمري، لاعب كرة قدم كويتي.
و هو يلعب مع نادي الجهراء.
و هو يلعب مع منتخب الكويت لكرة القدم تحت 19 سنة، وفي 14 نوفمبر 2007، قاد المنتخب للفوز على منتخب العراق لكرة القدم تحت 19 سنة بعد أن سجل هدفين.